# Ромпер Стомпер (фільм)
Ромпер Стомпер (англ. Romper Stomper) — австралійський фільм 1992 року режисера Джеффрі Райта про дії та падіння угруповання наці-скінхедів з робочого передмістя Мельбурна.

## Сюжет
У центрі сюжету любовний трикутник — відносини двох друзів скінхедів, Гендо і Дейві, які відчувають своєрідні почуття до розв'язної і хворої на епілепсію дівчину Ґабріель.
Об'єднавшись з іншою групою скінхедів, які приїхали з Канберри, банда Гендо напала на в'єтнамців, що перекупили їх улюблений бар у господаря з місцевих. Вони викликали підкріплення — і на бритоголових напало безліч в'єтнамців. Їх виявилося більше, ніж противників, які змушені відступити до орендованого ними складу, який в'єтнамці підпалили.
Скінхеди знайшли собі нову базу — ще один склад — і планують помсту. Ґабріель запропонувала пограбувати особняк її батька і коханця Мартіна, якого вона ненавидить. Молодики захоплюють будинок, б'ють Мартіна, розбивають один з його автомобілів і грабують винну колекцію. Зрештою, батькові Ґабріель вдалося звільнитися і за допомогою пістолета прогнати непроханих гостей.
Гендо посварився з Ґабріель і кинув її. Коли вона йшла геть, Дейві дав їй адресу своєї бабусі, де дівчина може його знайти. Ґабріель зателефонувала анонімно в поліцію і вирушила до Дейві, з яким провела ніч. Під час поліцейської облави на складі був убитий хлопчисько-скінхед, який грався з незарядженим пістолетом. Гендо, який перебував окремо від основної групи, утік.
Прийшовши до Дейві, Гендо побачив свого друга в ліжку з Ґабріель і звинуватив її в тому, що це вона зрадила їх поліції. Дейві забезпечив дівчині алібі, сказавши, що вона весь час була з ним. Усі троє вирушили навтьоки. Під час пограбування магазину на заправці Гендо вбиває продавця.
Далі Ґабріель неправильно стлумачила розмову Гендо з Дейві і вирішила, що вони збираються її кинути. Тоді дівчина підпалює вкрадений автомобіль із запасами їжі, вкраденої з заправки, і тікає. Гендо в люті наздоганяє дівчину і починає її душити. Дейві, захищаючи Ґабріель, убиває Гендо, вдаривши його ножем в шию.
В епілозі фільму з'являється автобус з азійськими туристами, які збуджено знімають фотоапаратами і відеокамерами палаючий автомобіль і драму між Ґабріель, Гендо і Дейві на пляжі.

## У ролях
- Рассел Кроу — Гендо
- Деніел Поллок — Дейві
- Жаклін МакКензі — Ґабріель
- Алекс Скотт — Мартін
- Лі Рассел — Сонні Джим
- Ден Віллі — Кекклз
- Джеймс МакКенна — Бабз